# Ed Gordon
Edward Lansing Gordon Jr., detto Ed (Jackson, 1º luglio 1908 – Detroit, 5 settembre 1971), è stato un lunghista statunitense, vincitore della medaglia d'oro ai Giochi olimpici di Los Angeles 1932.

## Biografia
Ai Giochi olimpici del 1928 non riuscì a salire sul podio, mentre ai Giochi olimpici del 1932 vinse l'oro superando lo statunitense Lambert Redd (medaglia d'argento) e il giapponese Chūhei Nanbu.

## Palmarès
| Anno | Manifestazione  | Sede        | Evento         | Risultato | Prestazione | Note |
| ---- | --------------- | ----------- | -------------- | --------- | ----------- | ---- |
| 1928 | Giochi olimpici | Amsterdam   | Salto in lungo | 7º (q)    | 7,32 m      |      |
| 1932 | Giochi olimpici | Los Angeles | Salto in lungo | Oro       | 7,64 m      |      |